# Lev Kuznetsov
Lev Kuznetsov   (Moscou, 1 de juny de 1930 - Moscou, 16 de març de 2015) va ser un tirador d'esgrima rus, especialista en sabre, que va competir sota bandera de la Unió Soviètica durant les dècades de 1950 i 1960.
El 1952 va prendre part en els Jocs Olímpics d'Estiu de Hèlsinki, on disputà dues proves del programa d'esgrima. En ambdues quedà eliminat en sèries. Quatre anys més tard, als Jocs de Melbourne, guanyà la medalla de bronze en les dues proves del programa d'esgrima que disputà, les de sabre per equips i sabre individual.
En el seu palmarès també destaquen cinc medalles al Campionat del món d'esgrima, dues de plata i tres de bronze, entre les edicions de 1955 i 1962. A nivell nacional va guanyar el títol individual de sabre soviètic el 1959 i els títols per equips el 1951-1954, 1958, 1956, 1959 i 1961.
Una vegada retriat va exercir d'entrenador d'esgrima al CSKA Moscou de 1962 a 1996.